# شبكة الزمرد
شبكة الزمرد (بالإنجليزية: Emerald network)‏، هي شبكة بيئية من مناطق حماية البيئة للحفاظ على النباتات والحيوانات وموائلها الطبيعية في أوروبا تتكون من مجالات حفظ خاصة. تم إنشاؤها من قبل مجلس أوروبا كجزء من أنشطته بموجب اتفاقية برن. وهي تشمل جميع الدول الأعضاء في الاتحاد الأوروبي، وتطبق أساسا معايير ناتورا 2000، مع معايير إضافية للدول خارج الاتحاد الأوروبي التي هي طرف في اتفاقية برن.
بدأ تطوير شبكة الزمرد في أفريقيا بتنفيذ مشاريع رائدة في بوركينا فاسو والسنغال والمغرب (مستمر). كما يمكن إطلاق شبكة الزمرد في تونس، بناء على طلب السلطات الوطنية.